# Німецький Камерун
Німецький Камерун (нім. Kamerun) — колишня західноафриканська колонія Німецької імперії, що існувала в період 1884-1916 рр.., на землях сучасної Республіки Камерун.

## Перші торгові компанії
Перший німецький торговий пост у районі Дуали (сучасна Дуала) у дельті річки Камерун була створена в 1868 році Гамбурзькою торговою компанією, Агент фірми в Габоні, Йоханнес Тхормехлен, вирішив розширити діяльність до дельти Камеруну. У 1874 р. Вільгельм Джанцен разом з агентом Верманом з Ліберії заснували свою власну компанію, Джантзен і Тхормехлен.

## Розвиток колонії
Обидві ці західноафриканські компанії розширили судноплавство за рахунок своїх парусних суден та пароплавів, і відкрили регулярні пасажирські і вантажні перевезення між Гамбургом і Дуала. Ці та інші компанії придбали великі землі у місцевих вождів і почали систематичні операції на плантаціях. До 1884 Адольф Верман, що представляв всі західноафриканські компанії, як їх представник, клопотав до імперського зовнішньополітичного відомства для «захисту» з боку Німецької імперії. Канцлер Отто фон Бісмарк прагнув використовувати трейдерів на стороні правління регіоном через «чартерні компанії». Тим не менш, у відповідь на пропозицію Бісмарка, компанії відкликали свої заяви.
В основі комерційних інтересів лежало прагнення до вигідної торгової діяльності під захистом Рейху, але вони були повні рішучості залишитися осторонь від політичних зобов'язань. Зрештою, Бісмарк поступився місцем Верману і доручив адміралтейству направити канонерського човна. Як підтвердження німецьких інтересів малий сторожовий катер SMS Möwe прибув до берегів Західної Африки.
Протекторат Камерун був створений під час «Роздирання Африки». Німецький дослідник, лікар, імператорський консул і уповноважений по Західній Африці Густав Нахтігаль був рушійною силою в напрямку створення колонії. До того часу більш ніж один десяток німецьких компаній, що базуються в Гамбурзі і Бремені, мали торговельну та плантаційну діяльність в Камеруні.

## Розквіт
Завдяки субсидіям з імперської скарбниці, в колонії побудували дві лінії залізниці з портового міста Дуала до сільськогосподарської плантації: на Північній лінії 160 км до гори Манегуа, і 300 км магістралі до міста Макак (Центральна провінція Камеруну), на річці Ненг. Колонія володіла великою поштовою і телеграфною мережами, а також мережею річкової навігації з державними судами, що поєднувала узбережжя з внутрішніми регіонами. Протекторат було збільшено і перетворено в Новий Камерун в 1911 р. в рамках врегулювання Агадирської кризи, виходячи з Фесського договору.

## Розчленування
Колонія була захоплена в 1916 англійцями і французами в роки Першої світової війни. Після поразки Німеччини, згідно з Версальським мирним договором відбулося розділення території на дві, виходячи з мандатів Ліги Націй: одну Франції (Французький Камерун), іншу Великій Британії (Британський Камерун). У результаті злиття в 1961 р. Французького і частини Британської Камеруну з'явилося нова незалежна держава - Республіка Камерун.